# 维埃纳昂瓦勒
维埃纳昂瓦勒（法語：Vienne-en-Val，法語發音：[vjɛn ɑ̃ val]，意为“谷地的维埃纳”）是法国卢瓦雷省的一个市镇，位于该省南部，属于奥尔良区。

## 地理
维埃纳昂瓦勒（47°48'3"N, 2°8'10"E）面积35.94 平方千米，位于法国中央-卢瓦尔河谷大区卢瓦雷省，该省份为法国中北部省份，北起埃松省，西北接厄尔-卢瓦省，西南接卢瓦-谢尔省，南至涅夫勒省和谢尔省，东临约讷省，东北接塞纳-马恩省。
与维埃纳昂瓦勒接壤的市镇（或旧市镇、城区）包括：费罗勒、马西伊昂维莱特、梅内斯特罗-昂维莱特、乌夫鲁埃尔莱尚、桑迪永、塞讷利、蒂日。

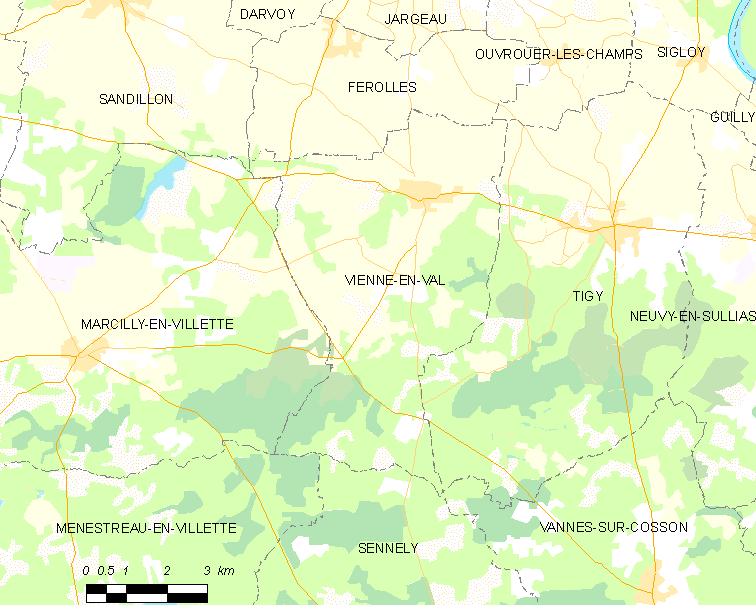
维埃纳昂瓦勒的OSM定位图

维埃纳昂瓦勒的时区为UTC+01:00、UTC+02:00（夏令时）。

## 行政
维埃纳昂瓦勒的邮政编码为45510，INSEE市镇编码为45335。

## 政治
维埃纳昂瓦勒所属的省级选区为圣让勒布朗县。

## 人口

1962-2008年间维埃纳昂瓦勒人口变化图示

维埃纳昂瓦勒于2022年1月1日时的人口数量为1965人。